# لولا مونتز
لولا مونتِز (انگلیسی: Lola Montez؛ ۱۷ فوریه ۱۸۲۱ – ۱۷ ژانویهٔ ۱۸۶۱) رقصنده و هنرپیشه مشهور ایرلندی و نیز روسپی درباری و معشوقه لودویگ یکم بایرن بود.